# Karl Holthof
Karl Holthof, auch Carl Joseph Holthof oder Karl Holthoff (* 26. März 1835 in Köln; † 19. November 1884 in Frankfurt am Main) war Jurist, Journalist und Mitglied des Deutschen Reichstags.

## Leben und Familie
Holthof absolvierte das Gymnasium in Köln und studierte in Bonn, Heidelberg und Berlin bis 1860 Jurisprudenz. Am 16. April 1870 heiratete er in Frankfurt Caroline Holthof, geborene Schneider (* 5. Juni 1839 in Mainz; † 1. Februar 1922 in Frankfurt). Ihr erstes Kind, benannt nach dem Vater ebenfalls Carl Joseph Holthof, wurde am 2. Oktober 1870 geboren. Am 7. März 1872 folgte die Tochter Christina Josephine, die unter dem Künstlernamen Ines Wetzel in Berlin Bekanntheit als Malerin des Expressionismus und Mitglied der Novembergruppe erlangte. Eine weitere Tochter war Auguste Justine, die am 5. Oktober 1875 geboren wurde. Sie starb am 29. Oktober 1930 in Frankfurt. 
Sein Enkel, Hans Hellmuth Wetzel, der Sohn von Christina Josephine, geboren am 13. September 1893 in Frankfurt, war ebenfalls als Journalist tätig. Zusammen mit Johannes Junack gründete er 1933 nach der Machtergreifung durch die Nationalsozialisten die Widerstandsgruppe „Stille Front“. Die Aktivitäten der Gruppe wurden jedoch aufgedeckt, und am 15. Februar 1938 erfolgten 54 Verhaftungen. Hellmuth Wetzel wurde am 6. September 1940 aus dem KZ Sachsenhausen in das KZ Dachau überführt und kam dort am 4. Dezember 1940 zu Tode, offizielle Todesursache war „Lungenentzündung Kreislauf“. In einem Leserbrief des Jahres 1947 schilderte seine geschiedene Frau, Johanna Wetzel, in der jüdischen Exilzeitung Aufbau die Entstehung und Bedeutung dieser Gruppe, deren erstes Mitglied nach ihren Angaben Wilhelm Laverrenz gewesen sein soll.

## Karriere
Holthof wandte sich wegen Schließung des rheinischen Advocatenstandes unter dem Justizminister Simons anderweitiger Tätigkeit zu und zwar der Versicherungsbranche. 1863 wurde er bei der Gesellschaft „Providentia“ in Frankfurt am Main angestellt. 1864 trat er in die Redaktion der Frankfurter Zeitung ein, der er bis Oktober 1871 angehörte. Beim Einmarsch der preußischen Truppen 1866 in Frankfurt wurde er verhaftet. Er wurde mehrfach während seiner journalistischen Laufbahn polizeilich gemaßregelt, so 1867 während des konstituierenden Reichstags aus Berlin und in demselben Jahr zweimal aus Frankfurt ausgewiesen. Dort war er auch Mitglied der Stadtverordnetenversammlung und des kreisständischen Verwaltungsausschusses.
Von 1877 bis 1878 war er Mitglied des Deutschen Reichstags für den Wahlkreis Regierungsbezirk Wiesbaden 6 (Frankfurt) und die Deutsche Volkspartei.